# Ángel Mosquito
Ángel Mosquito (Martinez, Provincia de Buenos Aires, 9 de octubre de 1976) es un técnico agrónomo, ilustrador y dibujante de historieta argentina, siendo El granjero de Jesú su obra más reconocida. Integra los colectivos Historietas Reales y La Productora.

## Labor profesional
Desde 1996 se dedica a la creación y autoedición de historietas. Comenzó editando el fanzine Extraño Cameyo en 1996, mientras estudiaba historietas con el reconocido dibujante argentino Oswal. En 1997 edita el primer número de "Morón Suburbio". A fines de los años 90 integró y fue vicepresidente de la Asociación de Historietistas Independientes (AHI). Luego, en 2000, fundó e integró junto a otros historietistas el sello editor La Productora. Bajo este sello editó las historietas Morón Suburbio, Villa Tesei y El otro'. También fue parte del libro Carne Argentina. Bajo el sello La Máquina Infernal editó la historieta La Mueca de Dios con guion de Federico Reggiani.
En el 2005 empieza a dibujar en el blog Historietas Reales la historieta autobiográfica El Granjero de Jesú. Tiempo después empieza a publicar en la revista Fierro la historieta Vitamina Potencia, con guion de Federico Reggiani. En esa misma publicación, años más tarde se editó de manera serializada la historieta Tristeza, también en coautoría con Federico Reggiani.
En 2013 se edita en España a través de Ediciones La Cúpula el libro La Calambre. Ese mismo año comienza a publicar en la Revista Maten al Mensajero la historieta Los Visitantes del agujero del comedor, junto a Reggiani, luego recopilada en un libro homónimo.
Desde 1998 y hasta la fecha colaboró en numerosas revistas y periódicos tales como Un caño, La Mano, Los Inrockuptibles y Revista Fierro y muchas otras. También trabaja como ilustrador infantil y de manuales escolares para editoriales locales y extranjeras.
Actualmente trabaja en el portal web de noticias Diario Registrado, en el publica la tira diaria Qué capo que debo ser e ilustra las columnas de opinión. También colabora y forma parte de la cooperativa Por más tiempo, que edita el diario Tiempo Argentino, donde publica la tira semanal Conurbania.

## Humor gráfico
- Qué capo que debo ser (Diario Registrado)
- Conurbania (Diario Tiempo Argentino)

## Libros
- Villa Tesei (La Productora)
- Morón Suburbio (La Productora)
- Carne Argentina (La Productora)
- La mueca de Dios (La Máquina Infernal)
- El granjero de Jesú (DOMUS Editora, Argentina, 2009)
- Vitamina Potencia (en coautoría con Federico Reggiani, Llanto de mudo, 2012; Maten al Mensajero, Argentina, 2016)
- Tristeza (en coautoría con Federico Reggiani, Llanto de mudo, Argentina, 2014)
- La Calambre (La Cúpula, España, 2014; Maten al Mensajero, Argentina, 2017)
- Los visitantes del agujero del comedor (en coautoría con Federico Reggiani, Maten al Mensajero, Argentina, 2016)[4]
- El granjero de Jesú. Edición completa, definitiva y ampliada (Maten al Mensajero, Argentina, 2016)